# To Venus and back
To Venus and back (Ida y vuelta a Venus) es el quinto álbum de la pianista y compositora Tori Amos. Fue publicado el 20 de septiembre de 1999 en UK y un día después en EUA. 
Se trata de un doble CD, titulado To Venus and back. El primer disco titulado Venus. Orbiting es un LP, siendo este de nuevas canciones. El segundo disco titulado Venus live. Still orbiting es un concierto grabado en directo durante la gira mundial de Tori Plugged '98. El disco de estudio tiene 11 nuevos temas compuestos y producidos por Amos grabadas con los miembros de la gira de 1998; Steve Caton en la guitarra, Matt Chamberlaine, quien trabajara con Fiona Apple, en batería, y Jon Evans en el bajo, más el programador Andy Gray, con Tori haciendo las voces y tocando el teclado. 
To Venus and back fue primero concebido como un disco de rarezas. «En principio pensé que estabamos grabando para un disco de rarezas caras-b». «Y todas esas canciones seguían llegando...». «Se volvió realmente excitante porque no teníamos ni idea que estábamos haciendo un nuevo trabajo discográfico», dice Tori. «Simplemente, me tomó de sorpresa.Simplemente, me agarró por el cuello». Terminamos trabajando pendientes del reloj y ensamblando todo muy rápido».[cita requerida]

## Lista de temas
| Venus: orbiting |                                   |          |  |
| N.º             | Título                            | Duración |  |
| 1.              | «Bliss» (Tori Amos)               | 3:42     |  |
| 2.              | «Juárez» (Tori Amos)              | 3:48     |  |
| 3.              | «Concertina» (Tori Amos)          | 3:56     |  |
| 4.              | «Glory's of the 80's» (Tori Amos) | 4:03     |  |
| 5.              | «Lust» (Tori Amos)                | 3:54     |  |
| 6.              | «Suede» (Tori Amos)               | 4:58     |  |
| 7.              | «Josepine» (Tori Amos)            | 2:30     |  |
| 8.              | «Riot poof» (Tori Amos)           | 3:28     |  |
| 9.              | «Dâtura» (Tori Amos)              | 8:25     |  |
| 10.             | «Spring haze» (Tori Amos)         | 4:44     |  |
| 11.             | «1000 oceans» (Tori Amos)         | 4:29     |  |
| 47:52           |                                   |          |  |

| Venus: live. still orbiting |                                   |          |  |
| N.º                         | Título                            | Duración |  |
| 1.                          | «Preacious things» (live)         | 7:37     |  |
| 2.                          | «Cruel» (live)                    | 6:47     |  |
| 3.                          | «Cornflake girl» (live)           | 6:31     |  |
| 4.                          | «Bells for her» (live)            | 5:42     |  |
| 5.                          | «Girl» (live)                     | 4:15     |  |
| 6.                          | «Cooling» (live)                  | 5:09     |  |
| 7.                          | «Mr Zebra» (live)                 | 1:17     |  |
| 8.                          | «Cloud on my tongue» (live)       | 4:58     |  |
| 9.                          | «Sugar» (live soundcheck)         | 5:10     |  |
| 10.                         | «Little earthquakes» (live)       | 7:37     |  |
| 11.                         | «Space dog» (live)                | 5:46     |  |
| 12.                         | «Waitress» (live)                 | 10:24    |  |
| 13.                         | «Purple people» (live soundcheck) | 4:11     |  |
| 75:33                       |                                   |          |  |

En este último disco aparecen:
- «Little earthquakes», «Preciuos things», «Girl» — del álbum Little Earthquakes.
- «Cornflake girl», «Bells for her», «Cloud on my tongue», «Space dog», «The Waitress» apareciendo en el álbum TVAB como Waitress — del álbum Under the Pink
- «Mr Zebra» — del álbum Boys for Pele
- «Cruel» — del álbum From the Choirgirl Hotel
- «Cooling» y «Purpel people» del sencillo Spark
- «Sugar» — del sencillo China

## Sencillos por país
| País                                                                    | Sencillo          | Tipo                                                     | Número canción | Canciones                           | Duración |
| ----------------------------------------------------------------------- | ----------------- | -------------------------------------------------------- | -------------- | ----------------------------------- | -------- |
| Estados Unidos Alemania solo 10.000 oceans Australia solo 10.000 oceans | Bliss             | CD maxisencillo sencillo en CD Cassette single Vinilo 7" | 1              | «Bliss» (album version)             | 3:40     |
| Estados Unidos Alemania solo 10.000 oceans Australia solo 10.000 oceans | Bliss             | CD maxisencillo sencillo en CD Cassette single Vinilo 7" | 2              | «Hey Jupiter» (live)                | 4:31     |
| Estados Unidos Alemania solo 10.000 oceans Australia solo 10.000 oceans | Bliss             | Solo en CD Maxi Single                                   | 3              | «Upside down» (live)                | 5:46     |
| Estados Unidos Alemania solo 10.000 oceans Australia solo 10.000 oceans | 10.000 oceans     | Hyper-CD maxi single CD single Cassette single Vinilo 7" | 1              | «10.000» (album version) Secretime  | 4:29     |
| Estados Unidos Alemania solo 10.000 oceans Australia solo 10.000 oceans | 10.000 oceans     | Hyper-CD maxi single CD single Cassette single Vinilo 7" | 2              | «Baker baker» (live)                |          |
| Estados Unidos Alemania solo 10.000 oceans Australia solo 10.000 oceans | 10.000 oceans     | Solo en Hyper-CD Maxi Single                             | 3              | «Winter» (live)                     |          |
| Estados Unidos Alemania solo 10.000 oceans Australia solo 10.000 oceans | Concertina        | CD Single                                                | 1              | «Concertina» (remix)                | 4:29     |
| Estados Unidos Alemania solo 10.000 oceans Australia solo 10.000 oceans | Concertina        | CD Single                                                | 2              | «Famous blue raincoat» (live)       | 5:24     |
| Estados Unidos Alemania solo 10.000 oceans Australia solo 10.000 oceans | Concertina        | CD Single                                                | 3              | «Twinkle» (live)                    | 2:48     |
| Reino Unido Europa Australia Alemania                                   | Glory of the 80's | CD Single Part 1                                         | 1              | «Glory of the 80's» (album version) | 4:01     |
| Reino Unido Europa Australia Alemania                                   | Glory of the 80's | CD Single Part 1                                         | 2              | «Blue raincoat» (live)              | 5:24     |
| Reino Unido Europa Australia Alemania                                   | Glory of the 80's | CD Single Part 1                                         | 3              | «Twinkle» (live)                    | 2:48     |
| Reino Unido Europa Australia Alemania                                   | Glory of the 80's | CD Single Part 2                                         | 1              | «Glory of the 80's» (album version) | 4:01     |
| Reino Unido Europa Australia Alemania                                   | Glory of the 80's | CD Single Part 2                                         | 2              | «Baker baker» (live)                |          |
| Reino Unido Europa Australia Alemania                                   | Glory of the 80's | CD Single Part 2                                         | 3              | «Winter» (live)                     |          |

## Caras b
| Título                        | Duración | Single                                       | Compositor    | Lugar y fecha de concierto                | Versión estudio original                                |
| ----------------------------- | -------- | -------------------------------------------- | ------------- | ----------------------------------------- | ------------------------------------------------------- |
| «Hey Jupiter» (live)          | 4:32     | «Bliss» (1999)                               | Tori Amos     | Binghamton (11 de noviembre de 1998)      | álbum Boys for Pele                                     |
| «Upside Down» (live)          | 5:47     | «Bliss» (1999)                               | Tori Amos     | Binghamton (11 de noviembre de 1998)      | single Silent All These Years                           |
| «Baker Baker» (live)          | 3:54     | 1000 Oceans (1999)                           | Tori Amos     | College Station (21 de noviembre de 1998) | álbum Under the Pink                                    |
| «Winter» (live)               | 6:59     | 1000 Oceans (1999)                           | Tori Amos     | Columbus (21 de noviembre de 1998)        | álbum Little Earthquakes                                |
| «Famous blue raincoat» (live) | 5:25     | Glory Of the 80's (1999) / Concertina (2000) | Leonard Cohen | Santa Barbara (20 de septiembre de 1998)  | recopilatorio Tower of song: the songs of Leonard Cohen |
| «Twinkle» (live)              | 2:48     | Glory Of the 80's (1999) / Concertina (2000) | Tori Amos     | Santa Barbara (20 de septiembre de 1998)  | álbum Boys for Pele                                     |

Por primera vez, las caras b de los sencillos son exclusivamente canciones en directo. El título «Zero point» que aparecerá más tarde en el cofre A piano: the collection en 2006 es la única canción compuesta en esta época pero que no aparece en el álbum. Había sido descartado por su duración de 8:56, ya que el álbum contenía una canción de larga duración llamada «Dâtura» de 8:25. En los agradecimientos del libreto del CD, se escribe «Zero point» - your time is coming».

## Músicos y otros
- Grabado y mezclado por: Mark Hawley & Marcel Van Limbeek

- Asistidos por: Rob van Tuin en Martian Engineering, Cornwall, Inglaterra

- Escrito y producido por: Tori Amos

- Publicado por: Sword & Stone

Las canciones en directo fueron grabadas durante el Plugged Tour '98. «Sugar» y «Purple people» fueron grabadas durante la comprobación de sonido de la gira.

### Músicos de estudio
- Batería y percusiones: Matt Chamberlain

- Bajo: Jon Evans

- Guitarras: Steve Caton

- Bosendorfer, sintetizadores, voces: Tori Amos

- Programación con percusión adicional. Programación en «Suede», «Riot poof» y «Dâtura»: Andy Gray

- Masterizado por: Jon Astley

### Otros
- Asistente: Natalie Caplan

- Productor: Andy Solomon

- Asistente: Geno Byrnes

- Sonido F.O.H.: Mar Hawley

- Sistemas tech PR: Mike Rose - Andy Yates

- Director de iluminación en directo: Dan Boland